# Cephaloon sachalinense
Cephaloon sachalinense is een keversoort uit de familie Stenotrachelidae. De wetenschappelijke naam van de soort is voor het eerst geldig gepubliceerd in 1927 door Tamanuki.